# Linnaemya anthracina
Linnaemya anthracina là một loài ruồi trong họ Tachinidae.